# Estación de Plaza del Duque
La estación de Plaza del Duque será una de las dos estaciones del Metro de Sevilla situadas en pleno casco histórico de la ciudad, corresponde a la Línea 2 y estará situada en la Plaza del Duque de la Victoria, lugar considerado como el corazón geográfico de Sevilla.
La estación de Plaza del Duque tendrá una tipología diferente a todas las estaciones proyectadas dentro de la red de metro, pues su construcción se llevará a cabo mediante un pozo de extracción y con andenes excavados en mina. Se estima que el túnel, realizado con tuneladora, estará situado a una cota de 50 metros bajo el suelo, este hecho convertirá a esta estación en una de las más profunda de la línea 2 y de toda la red de Metro de Sevilla. El acceso a los andenes desde el vestíbulo se realizará mediante 6 ascensores de alta velocidad, así como de 9 tramos de escaleras mecánicas.

## Accesos
- Ascensor Plaza del Duque de la Victoria
- Plaza del Duque Plaza del Duque de la Victoria

## Datos de interés
- Accesos:
- Ascensor: Si
- Longitud de andén: 65 metros.
- Acceso al andén: 6 ascensores de alta velocidad.

## Líneas y correspondencias
| << cabecera  | < estación     | Línea | estación >       | cabecera >> |
| ------------ | -------------- | ----- | ---------------- | ----------- |
| Torre Triana | Plaza de Armas |       | Cristo de Burgos | Torreblanca |

### Otras conexiones
- Paradas de autobuses urbanos.
- Aparcamiento para bicicletas y carril bici.

## Otros datos de interés
- Será una de las dos estaciones situadas en pleno casco histórico de la ciudad.
- Próxima a la terminal del tranvía en Plaza nueva y la Estación de autobuses de Plaza de Armas.